# Orland (Kalifornia)
Orland – miasto w Stanach Zjednoczonych, w stanie Kalifornia, w hrabstwie Glenn.